# Monumento a Giorgio Castriota Scanderbeg
Il Monumento a Giorgio Castriota Scanderbeg è un monumento di Roma sito in piazza Albania, tra i rioni Ripa e San Saba, e realizzato dallo scultore Romano Romanelli tra il 1939 e il 1940. È dedicato al condottiero Scanderbeg, eroe nazionale dell'Albania, ed è composto da una statua equestre bronzea su un basamento in travertino.

## Storia
Nel 1938 lo scultore Romano Romanelli vinse un concorso per realizzare un monumento a Scanderbeg per adornare una piazza di Tirana (probabilmente piazza Scanderbeg); tale monumento fu presentato al Padiglione dell'Albania della Mostra delle Terre d'Oltremare di Napoli del 1940 e fu poi trasportata via treno a Roma presso lo scalo di San Lorenzo, venendo inaugurato dal Presidente del Consiglio dei ministri Benito Mussolini il 28 (o 27) ottobre 1940 in piazza Albania (nota in precedenza come piazza Rauduscolana, dal nome della porta cittadina delle Mura serviane), appositamente ridenominata pochi mesi prima per celebrare l'annessione del Regno d'Albania al Regno d'Italia e la conseguente incoronazione di Vittorio Emanuele III come re d'Albania.
Nel 1968 il comune di Roma ha aggiunto un'iscrizione commemorativa sul lato frontale del basamento in occasione del quinto centenario della morte di Scanderbeg.

## Descrizione
Il monumento è costituito da una statua equestre in bronzo, pesante circa 35 quintali, poggiata su un basamento in travertino lucido del Barco (Tivoli), costituito da un piedistallo semiovale posto su due parallelepipedi.
Scanderbeg è rappresentato in una posa fiera, con la testa alta e rivolta in avanti, in armatura col tradizionale elmo e una spada ricurva, riprendendo fisionomia ed elementi già presenti in numerosi ritratti, anche coevi, del condottiero albanese. Il cavallo è invece rappresentato con zampe corte, torso possente e il muso trattenuto dalle redini impugnate dal condottiero in un'immagine che ne frena lo slancio ma ne mette in risalto la forza trattenuta. Il complesso scultoreo presenta un forte dinamismo, scaturito dalla contrapposizione tra la rigida verticalità del condottiero (accentuata dalla spada ricurva, parallela al busto) e l'orizzontalità scattante del cavallo, il cui senso di movimento è rafforzato dalla lunga coda sollevata con ciocche fiammeggianti e da due zampe piegate, di cui una sollevata in aria.
Da un punto di vista iconografico, il monumento richiama sia la tradizione classica delle statue equestri, come quella di Marco Aurelio, sia elementi più rinascimentali, come il Bartolomeo Colleoni di Andrea del Verrocchio, e moderni, come il monumento a Marko Kraljević di Ivan Meštrović.